# 棕腹大仙鶲
棕腹大仙鶲（学名：Niltava davidi）为鶲科仙鶲属的鸟类，分布于四川、云南、福建、海南、广西、越南、泰國、台灣等地。该物种的原產自東亞大陸南方。